# Direkte Summe (Banachraum)
Die direkte Summe von Banachräumen ist eine im mathematischen Teilgebiet der Funktionalanalysis verwendete Methode, aus gegebenen Banachräumen neue zu konstruieren. Dabei werden die algebraischen direkten Summen mit einer geeigneten Norm versehen. Diese macht endliche direkte Summen bereits zu Banachräumen, bei unendlich vielen Summanden muss man noch vervollständigen.

## Endliche direkte Summen
Es seien {\displaystyle X_{1},\ldots ,X_{n}} normierte Räume, deren Normen mit {\displaystyle \|\cdot \|} bezeichnet seien. Dann ist die direkte Summe {\displaystyle X_{1}\oplus \ldots \oplus X_{n}} wieder ein normierter Raum, wenn man darauf die Normen
{\displaystyle \|(x_{1},\ldots ,x_{n})\|_{p}:=\left(\sum _{j=1}^{n}\|x_{j}\|^{p}\right)^{\frac {1}{p}},\quad \quad 1\leq p<\infty }
oder
{\displaystyle \|(x_{1},\ldots ,x_{n})\|_{\infty }:=\max _{j=1,\ldots ,n}\|x_{j}\|}
erklärt.
Diese Normen sind untereinander äquivalent und induzieren auf der direkten Summe die Produkttopologie der {\displaystyle X_{j}}.
Die direkte Summe {\displaystyle X_{1}\oplus \ldots \oplus X_{n}} ist mit jeder dieser Normen genau dann ein Banachraum, wenn jeder der {\displaystyle X_{j}} ein Banachraum ist.
Im Falle von Hilberträumen verwendet man obige Definition für {\displaystyle p=2}, denn nur mit dieser Norm ist die direkte Summe wieder ein Hilbertraum.

## Unendliche Summen
Es sei {\displaystyle (X_{j})_{j\in \mathbb {N} }} eine Folge von Banachräumen, wobei die Norm auf jedem {\displaystyle X_{j}} mit {\displaystyle \|\cdot \|} bezeichnet sei. Dann definiert man
{\displaystyle \left(\sum _{j\in \mathbb {N} }X_{j}\right)_{p}=\left\{(x_{j})_{j}\in \prod _{j\in \mathbb {N} }X_{j};\,\sum _{j\in \mathbb {N} }\|x_{j}\|^{p}<\infty \right\}}
und
{\displaystyle \left(\sum _{j\in \mathbb {N} }X_{j}\right)_{\infty }=\left\{(x_{j})_{j}\in \prod _{j\in \mathbb {N} }X_{j};\,\sup _{j\in \mathbb {N} }\|x_{j}\|<\infty \right\}}.
Es handelt sich um Untervektorräume des kartesischen Produktes {\displaystyle \prod _{j\in \mathbb {N} }X_{j}} und die Normen
{\displaystyle \|(x_{j})_{j}\|_{p}:=\left(\sum _{j\in \mathbb {N} }\|x_{j}\|^{p}\right)^{\frac {1}{p}}}
bzw.
{\displaystyle \|(x_{j})_{j}\|_{\infty }:=\sup _{j\in \mathbb {N} }\|x_{j}\|}
machen sie zu Banachräumen. Schließlich ist
{\displaystyle \left(\sum _{j\in \mathbb {N} }X_{j}\right)_{0}=\left\{(x_{j})_{j}\in \left(\sum _{j\in \mathbb {N} }X_{j}\right)_{\infty };\,\|x_{j}\|\rightarrow 0\right\}}
ein Unterbanachraum.
Wählt man speziell {\displaystyle X_{j}=\mathbb {R} } bzw. {\displaystyle X_{j}=\mathbb {C} } für alle j, so erhält man die bekannten Folgenräume {\displaystyle \ell ^{p},\ell ^{\infty }} bzw. {\displaystyle c_{0}}. Man nennt daher {\displaystyle \textstyle \left(\sum _{j\in \mathbb {N} }X_{j}\right)_{p}} die {\displaystyle \ell ^{p}}-Summe der Banachräume, für {\displaystyle p=\infty } bzw. {\displaystyle p=0} spricht man von der {\displaystyle \ell ^{\infty }}-Summe bzw. {\displaystyle c_{0}}-Summe. Sind die Banachräume alle gleich, etwa gleich {\displaystyle X}, so schreibt man obige Räume kürzer als {\displaystyle \ell ^{p}(X)} bzw. {\displaystyle c_{0}(X)}.
Bezeichnet man den Dualraum eines Banachraums {\displaystyle X} mit {\displaystyle X^{*}}, so hat man in Analogie zu den Folgenräumen:
{\displaystyle \left(\sum _{j\in \mathbb {N} }X_{j}\right)_{0}^{*}=\left(\sum _{j\in \mathbb {N} }X_{j}^{*}\right)_{1}}
und
{\displaystyle \left(\sum _{j\in \mathbb {N} }X_{j}\right)_{p}^{*}=\left(\sum _{j\in \mathbb {N} }X_{j}^{*}\right)_{q}}   für {\displaystyle 1\leq p<\infty } und {\displaystyle {\frac {1}{p}}+{\frac {1}{q}}=1}.
Dabei ist diese Dualraumbeziehung so zu verstehen, dass eine Folge {\displaystyle \textstyle f=(f_{j})_{j}\in \prod X_{j}^{*}} als Funktional auf eine Folge {\displaystyle x=(x_{j})_{j}} mittels der Formel {\displaystyle \textstyle f(x)=\sum _{j\in \mathbb {N} }f_{j}(x_{j})} anzuwenden ist und dass
die Norm des Funktionals genau die Norm in der entsprechenden Summe der Dualräume ist.
Die algebraische direkte Summe {\displaystyle \oplus _{j}X_{j}} ist in der Regel selbst kein Banachraum, sie liegt aber dicht in der {\displaystyle c_{0}}-Summe bzw. in den {\displaystyle \ell ^{p}}-Summen für {\displaystyle 1\leq p<\infty }, letztere sind also Vervollständigungen der direkten Summe. Im Gegensatz zur Situation der endlichen direkten Summen sind die Vervollständigungen bzgl. der verschiedenen Normen nicht isomorph. Das zeigt schon das Beispiel {\displaystyle X_{j}=\mathbb {R} } für alle j, denn dann sind die Vervollständigungen die {\displaystyle \ell ^{p}}-Räume, die nach dem Satz von Pitt untereinander nicht isomorph sind.
In manchen Fällen bringen Konstruktionen der Art {\displaystyle \ell ^{p}(X)} keine neuen Räume hervor, was dann wieder eine nützliche Eigenschaft dieser Räume ist.
So gilt beispielsweise
{\displaystyle \ell ^{p}(L^{p}[0,1])\cong L^{p}[0,1]} für {\displaystyle 1\leq p\leq \infty }
{\displaystyle \ell ^{p}(\ell ^{p})\cong \ell ^{p}} für {\displaystyle 1\leq p\leq \infty }
{\displaystyle c_{0}(c_{0})\cong c_{0}}
{\displaystyle c_{0}(C(\Delta ))\cong C(\Delta )}.
Dabei steht {\displaystyle \cong } für isometrische Isomorphie, {\displaystyle L^{p}[0,1]} ist der Lp-Raum über dem Einheitsintervall und {\displaystyle C(\Delta )} ist der Raum der stetigen Funktionen auf dem Cantor-Raum.